# 增城经济技术开发区
增城经济技术开发区全区域面积1616平方公里，约占广州市全域面积约1/5，位于广东省中东部地區，處於广州、东莞、深圳、香港等珠三角城市群“黄金走廊”的重要节点，生态优良，环境优美，是中国著名的荔枝之乡、牛仔服装名城、先进制造业基地和生态旅游示范区。

## 土地状况
开发区核心区位于珠江流域东江下游，地处新塘-仙村-石滩-三江三角洲平原，北靠永宁地势最高的南香山，区内地势北高南低。

## 开发区企业
- 广州市雄兵汽车电器有限公司
- 广州电装有限公司
- 广州博创机械有限公司
- 广州众富机电有限公司
- 广州海勒德世拉索系统有限公司
- 福耀集团
- 廣汽本田[3]